# Назиров, Анар Рамиз оглы
Анар Рамиз оглы Назиров (азерб. Nəzirov Anar Ramiz oğlu; 8 сентября 1985, Баку) — азербайджанский футболист, вратарь и капитан клуба «Зиря». Выступал за национальную сборную Азербайджана.

## Клубная карьера
В июне 2012 года, подписав годичный контракт, вернулся в клуб «Габала», за который выступал в сезоне 2010—2011 годов.
В перерыве между этим, провел один сезон в товузском «Туране», за который играл также в 2007—2008 годах. Защищал цвета таких азербайджанских клубов, как «Нефтчи» (Баку), «Стандард» (Сумгаит) и «Гянджа».
В составе бакинского «Нефтчи» в 2008 году выступал в Кубке Интертото.

## Сборная Азербайджана
С 2008 года защищает цвета национальной сборной страны.